# Hypnoterapie
Hypnoterapie je psychologický léčebný proces, který používá hypnózu k dosažení požadovaného výsledku. V hypnóze mohou subjekty vykazovat lepší vnímavost (sugestibilitu) na sugesce a hypnoterapie se pokouší změnit aktuální pocity nebo chování, které si subjekt přeje změnit.

## Definice
Americký federální slovník profesních titulů popisuje práci hypnoterapeuta jako:
- Indukuje hypnózu v klientovi s cílem posílení motivace nebo změny vzorce chování.
- Konzultuje s klientem, aby určil povahu problému.
- Připravuje klienta k hypnóze tím, že vysvětlí, jak funguje a to, co klient zažije.
- Testuje subjekt k určení stupně fyzické a emocionální sugestibility.
- Indukuje hypnózu v klientovi pomocí individuálních metod a postupů hypnózy založených na interpretaci výsledků testů a analýze problému klienta.
- Může trénovat klienta v podmiňování autohypnózy.

Hypnoterapeut využívá hypnózu jako primární nástroj pro pomoc klientům při dosahování jejich cílů. Hypnotherapeut se často liší od ostatních terapeutů tím, že se zaměřuje na roli podvědomého chování a vlivů na život klienta.
Hypnotizér je kvalifikovaný v technice indukce hypnózy. Hypnotizéři velmi často využívají hypnózu pro zábavu.

## Vymezení působnosti
Lékař je státem uznáván ve smyslu diagnostiky a léčby zdravotních potíží, které lze definovat jako jakýkoliv symptom s možnou lékařskou etiologií. Psycholog je odborník vyškolený k diagnostice a léčbě emocionálních a duševních poruch. Hypnoterapeut se zabývá tím, co nespadá do působnosti lékaře ani psychologa, specializuje se například v hubnutí, odvykání kouření, nespavostí a další. Na rozdíl od psychologů a lékařů je hypnoterapeut jediným odborníkem, který je speciálně vyškolen k práci v těchto oblastech. Je třeba dodat, že hypnoterapie je součástí komplementární medicíny.

## Typy hypnoterapie

### Kognitivní hypnoterapie
Kognitivní hypnoterapie zahrnuje hypnózu, která pomáhá „aktualizovat“ podvědomí v souladu s vědomím a jeho chápání reality. Tato technika je ovlivněna řadou teorií, které kombinuje tak, aby odpovídaly cílům, potřebám a hodnotám klienta.
Kognitivní hypnoterapie může být použita v mnoha případech, ale především je užitečná při práci s fóbiemi a úzkostmi.

### Ericksonova Hypnoterapie
Milton Erickson byl psychiatr, který se specializoval na rodinnou terapii a lékařskou hypnózu. Jeho práce je považována za revoluční v oblasti hypnoterapie. Jeho přístup je v současné době používán rostoucím počtem hypnoterapeutů.
Ericksonova hypnoterapie používá nepřímé sugesce a vyprávění příběhů ke změně chování. Tento typ hypnoterapie může oslovit ty, kteří hledají odlišný přístup. Může dokonce oslovit i ty, kteří vyzkoušeli tradiční typy hypnoterapií, avšak je neoslovili.

### Hypno-psychoterapie
Jedná se o integrační přístup, kde se hypnóza používá vedle jiného druhu psychoterapie (jako je například Psychodynamický přístup, Humanistická psychoterapie, Gestalt nebo Mindfulness). Profesionálové, kteří nabízí tento typ terapie, budou vyškoleni jak v hypnoterapii tak v psychoterapii.
Hypno-psychoterapie může být použita k prozkoumání hlubších problémů. Může být užitečná pro ty, kteří mají pocit, že by měli prospěch z intenzivnější práce.

### Hypnoanalýza
S využitím psychoanalýzy se snaží hypnoanalýza identifikovat příčinu a spouštěcí událost, která vedla ke stávajícímu problému. Jakmile je identifikovaná hlavní příčina, hypnoterapeut pomáhá zeslabit negativní asociace a vyřešit vzniklé problémy.
Proces často trvá řadu sezení, což umožňuje vybudovat terapeutický vztah a spolupráci v bezpečném a důvěrném prostředí.

### Neuro-lingvistické programování (NLP)
Nejedná se o typ hypnoterapie, ale o techniku, kterou hypnoterapeuti často používají v rámci své praxe. NLP je učební model navržený Dr. Richardem Bandlerem a Johnem Grinderem a snaží se ukázat lidem jak dosáhnout stavu ‚dokonalosti‘, štěstí a stavu mysli.

### Hypnoterapie zaměřená na řešení
Tato forma hypnoterapie se soustřeďuje na ‚tady a teď‘, při pohledu na vaši současnou situaci a na to, jak byste chtěli vypadat v budoucnosti. Hypnoterapie soustředěná na řešení je zaměřena na klienta, což znamená, že klient v podstatě vede sezení se svým hypnotherapeutem, který ho navádí.
Nastavení cíle je klíčové a techniky dotazování se často používají k tomu, aby pomohli odhalit řešení na jakoukoli současnou výzvu. Podstatou přesvědčení je, že každý má vnitřní sílu a zdroje, které může čerpat, aby bylo možné si pomoci. Hypnoterapeut zde působí v roli prostředníka.

### Sugestivní hypnoterapie
Sugestivní techniky se používají ve většině typů hypnoterapie. Předpokladem hypnózy je to, že když jsme v hypnotickém stavu, naše podvědomí je otevřenější k sugescím.
Sugesce jsou předkládány hypnoterapeutem během tohoto stavu, jejich úkolem je pomoci změnit myšlenkové vzorce. Tato technika je ideální pro změnu návyků, překonání úzkosti a práce se stresem.

### Time Line Therapy™
Time Line Therapy™ je odvozena z NLP; je založena na předpokladu, že naše vzpomínky jsou uloženy v lineárním vzoru (tj. časová osa). Terapeuti používají různé techniky, které pomáhají uvolnit omezující přesvědčení a negativní emoce spojené s minulými zkušenostmi.
Tento přístup lze použít v nejrůznějších případech, je však považován za zvláště užitečný pro ty, kteří se potýkají s depresí, úzkostí a stresem.

### Lékařská hypnoterapie
Lékařská hypnoterapie nabízí úlevu od funkčních zdravotních poruch, které se uvolňují z podvědomí. Tento typ hypnoterapie úspěšně snižuje chronickou bolest, snižuje krevní tlak, zvyšuje funkci trávení, pomáhá rychlému hojení zranění, zvyšuje odezvu imunitního systému a další.
Je nezbytné, aby profesionál, který nabízí tento typ hypnoterapie, aktivně spolupracoval s ošetřujícím lékařem.

### Kappasinova hypnoterapie
Dr. John Kappas využil informace z oblasti psychologie, lékařství a jevištní hypnózy, aby vytvořil základ svého hypnotického modelu.  Konceptualizuje počáteční úzkost subjektu, která se týká terapie a hypnotického postupu, což maximalizuje potenciál pro hypnotickou sugestibilitu v rámci reakce „útěk nebo boj“.
Tento typ hypnoterapie zahrnuje mnoho prvků, jako je konceptualizace emoční a fyzické sugestibility a modelů sexuality, program mentální banky a Kappasinova hypnóza, která je založena na jedinečném využití terapie snů, analýze rukopisu a dalších.

## Klinická hypnoterapie
Jde o obor hypnoterapie zaměřený na praktické využití metodologie výzkumu a zjištění zejména v těchto uvedených oblastech:
| 1. Opuštění                     | 2. Zneužití                          | 3. Závislosti                     | 4. Agrese                   |
| 5. Odpuštění                    | 6. Agorafobie                        | 7. Amnézie                        | 8. Anestézie                |
| 9. Hněv                         | 10. Anorexie                         | 11. Úzkost                        | 12. Asertivita              |
| 13. Pomoc při léčbě             | 14. Frustrace                        | 15. Astma                         | 16. Bolesti zad             |
| 17. Noční pomočování            | 18. Chování                          | 19. Závislost na hazardních hrách | 20. Biofeedback             |
| 21. Dýchání                     | 22. Bulimie                          | 23. Popáleniny                    | 24. Strachy                 |
| 25. Změna návyků                | 26. Porod                            | 27. Chronické bolesti             | 28. Komunikace              |
| 29. Koncentrace                 | 30. Sebeovládání                     | 31. Křeče                         | 32. Chutě                   |
| 33. Kreativita                  | 34. Smutek                           | 35. Deprese                       | 36. Motivace                |
| 37. Cvičení                     | 38. Nižší krevní tlak                | 39. Sny                           | 40. Dyslexie                |
| 41. Zneužívání návykových látek | 42. Zotavení po chirurgickém zákroku | 43. Polykání                      | 44. Pocení                  |
| 45. Stres                       | 46. Sporty                           | 47. Studijní návyky               | 48. Koktání                 |
| 49. Poruchy spánku              | 50. Kouření                          | 51. Chrápání                      | 52. Sociální Fóbie          |
| 53. Předoperační                | 54. Potlačování                      | 55. Problémy s kůží               | 56. Vina                    |
| 57. Bolení hlavy                | 58. Hubnutí                          | 59. Škytavka                      | 60. Traumata                |
| 61. Hypertenze                  | 62. Hypochondrie                     | 63. Imunitní systém               | 64. Impotence               |
| 65. Tiky                        | 66. Poruchy spánku                   | 67. Vedlejší účinky léků          | 68. Insomnie                |
| 69. Předčasná ejakulace         | 70. Paměť                            | 71. Noční můry                    | 72. Obsedantní kompulzivita |
| 73. Přejídání                   | 74. Kousání nehtů                    | 75. Nevolnost                     | 76. Bolesti                 |
| 77. Panické záchvaty            | 78. Fóbie                            | 79. Postoperační                  |                             |

Kliničtí hypnoterapeutové klasifikují své základní aktivity ve třech hlavních směrech: posouzení (obsahuje psychoanalýzu), léčba a výzkum. Rozhovor, ve kterém hypnoterapeut pozoruje, ptá se a interaguje s pacientem, je dalším nástrojem posouzení. Pro účely léčby může klinický hypnoterapeut použít eklektický přístup založený na kombinaci postupů vhodných pro klienta.

## Výzkum

### Bolest
V roce 2014 vědci z Washingtonské univerzity přezkoumali nedávné klinické studie týkající se studií hypnózy pro zvládání bolesti a zjistili, že hypnóza je účinná při snižování chronické bolesti. Došli k závěru, že: „chronická léčba bolesti zůstává jednou z největších výzev ve zdravotnictví a hypnóza je nevyvinutý, ale vysoce slibný zásah, který může pomoci tento problém vyřešit.“
V roce 2015 pak vědci z Římské univerzity přezkoumali funkční neurozobrazovací studie zaměřené na vnímání bolesti při hypnóze, které podporovaly klinické využití hypnózy při léčbě bolestivých stavů.

### Rakovina
V roce 2015 začala zdravotní sestra a výzkumný pracovník ze City of Hope Cancer Center zkoumat 150 pacientů s rakovinou a zjistili, že u 78 % pacientů, kteří využívali hypnózu, došlo k významnému a trvalému snížení příznaků, jako je úzkost, bolest, nespavost, únava, nevolnost a zvracení.
V roce 2013 zase vědci z Lékařské fakulty Mount Sinai a City of Hope Cancer Center přezkoumali literaturu o hypnóze jako prevenci rakoviny. Došli k závěru, že hypnóza může být silnou podporou při použití v chirurgii a jiných invazivních postupech a ukazuje slibnou pomoc při chemoterapii, radioterapii a metastazujícím onemocnění.
V roce 2015 pak vědci z nemocnic a hospiců ve Velké Británii studovali účinek hypnózy na 20 pacientů s rakovinou. Zjistili, že hypnoterapie pomohla pacientům s rakovinou s nespavostí, svěděním, bolestí, vedlejšími účinky chemoterapie, jako je nevolnost, únava a úzkosti. Došli také k závěru, že nevhodnější doba, kdy má být hypnoterapie pacientům nabídnuta, je v době diagnózy.

### Astma
V roce 2000 vědci z Kalifornské univerzity analyzovali četné studie, které se zabývaly účinkem hypnózy na pacienty s astmatem. Tito vědci dospěli k závěru, že studie, které již byly provedeny, soustavně prokazují schopnost hypnózy pomáhat někomu s astmatem. Analýza ukázala, že zejména děti na hypnózu dobře reagují.
V roce 2007 vyhodnotili doktoři z Harvardské lékařské univerzity důkazy z různých kontrolních studií zabývajících se účinky hypnózy na příznaky astmatu. Dospěli k závěru, že hypnóza může být úspěšně použita k léčbě symptomů astmatu a emočních stavů, které mohou zhoršovat potíže s dýchacími cestami.

### Syndrom dráždivého tračníku (IBS)
V roce 2015 přezkoumal výzkumník z univerzity v Severní Karolíně 35 studií zabývajících se použitím hypnózy pro gastrointestinální poruchy, včetně syndromu dráždivého tračníku (IBS). Podle autora výzkum jednoznačně prokázal, že u dospělých i u dětí s IBS je využití hypnózy vysoce účinné při léčbě střevních příznaků a může nabídnout trvalé a podstatné zmírnění symptomů u pacientů, kteří nemají adekvátní reakce na obvyklé léčebné postupy.
V roce 2003 zkoumali vědci z univerzitní nemocnice v jižním Manchesteru a nemocnice Withington ve Velké Británii 204 pacientů se syndromem dráždivého tračníku (IBS). Zjistili, že 71 % pacientů příznivě reagovalo na hypnoterapii a 81 % z nich si udrželo zlepšený stav. Hypnoterapie vedla ke zlepšení symptomů pacienta, kvality života, ke snížení úzkosti a množství potřebných léků.

### Problémy se spánkem
Vědci z Guy's Hospital Medical School v Londýně se v roce 1979 zaměřili na výzkum nespavosti. Sledovali celkem 18 pacientů, kteří trpěli nespavostí po dobu nejméně 3 měsíců. Došli k závěru, že pacienti spali podstatně déle, pokud využívali hypnózu, než když dostali placebo. Také podstatně více pacientů mělo normální noční spánek, když používali autohypnózu, než když dostávali placebo nebo Nitrazepam – benzodiazepinový lék.
V roce 1989 zkoumali doktoři z Tasmánské univerzity v Austrálii celkem 45 pacientů, kteří měli potíže se spánkem. Pacienti byli náhodně zařazeni do jedné ze tří skupin: na ty, kteří využili hypnotické relaxace; ty, kteří se naučili kontrolovat podněty; a ty, kteří dostali placebo. Výsledky studie naznačují, že pouze hypnóza dokázala pacientům pomoci rychleji spát.
V roce 2006 se vědci ze Státní lékařské univerzity v New Yorku zaměřili na výzkum potíží se spánkem, jako je insomnie, zpoždění nástupu spánku, noční probouzení a problémy s bolestí, která brání spánku. Výzkumu se zúčastnilo 84 dětí a dospívajících se spánkovými problémy, kteří podstoupili sezení hypnózy a naučili se autohypnózu. Až 87 % dětí uvedlo, že hypnóza jim pomohla buď výrazně zlepšit, nebo úplně vyřešit jejich problémy se spánkem.

### Stres
Vědci z Katedry psychologie Univerzity Lund ve Švédsku se v roce 2013 zaměřili na výzkum účinku hypnózy u účastníků, kteří ji používali dva týdny prostřednictvím audio nahrávky. Zjistili, že hypnotická intervence měla středně velký až velký prospěšný účinek na zážitky stresu, vyhoření a pocity pohody.
Ve stejném roce se vědci z Univerzity v Dillí zabývali účinkem hypnoterapie na úzkostné stavy u 7 doktorských studentů. Studie ukázala, že hypnoterapie je účinná intervenční strategie, která pomáhá pacientům s diagnózou úzkostných příznaků.
Vědci z Lékařské fakulty Yalské univerzity zase v roce 2006 studovali stres a úzkost 76 pacientů před a po operaci. Celkem 26 pacientů, kteří podstoupili hypnózu, zaznamenalo výrazně méně úzkosti. Autoři studie dospěli k závěru, že hypnóza významně zmírňuje předoperační úzkost.
Profesor z Wisconsinské univerzity v Millwaukee zkoumal účinek hypnózy na úzkost ze zkoušky. Výzkumu provedeného v roce 1991 se zúčastnilo celkem 94 studentů: 44 studentů absolvovalo 4 sezení hypnózy týkající se stresu ze zkoušky, zatímco 50 studentů nepodstoupilo žádnou hypnoterapii. Studenti, kteří využili hypnózu, vykazovali nižší úzkost při zkoušce a zlepšení výsledku testu.
Vědci z Tasmánské univerzity se v roce 1994 zaměřili na výzkum úzkosti, kterou prožívali studenti hudby při vystoupení. Výzkumu se jich zúčastnilo celkem 40. Výsledky ukazují, že hypnoterapie pravděpodobně pomohla i hudebníkům při redukci strachu z vystoupení na pódiu.
V roce 1989 vědci studovali zvládání stresu ze zkoušky u 56 studentů medicíny. Ti, kteří absolvovali 9 sezení hypnoterapie, dosáhli významného zlepšení.

### Hubnutí
V roce 1986 se vědci z univerzity v Britské Kolumbii zaměřili na výzkum žen s nadváhou. Celkem 60 účastnic výzkumu rozdělili do dvou skupin – jedna podstoupila hypnózu, další skupiny ji nepodstoupily. Zjistili, že ženy, které podstoupily hypnózu, zhubly v průměru o 7,7 kg, zatímco ženy, které nepodstoupily hypnózu, zhubly o 0,23 kg.
V roce 1985 se vědci z Psychologického ústavu Univerzity v Severním Coloradu zabývali řešením potíží s nadváhou. Celkem 109 účastníků výzkumu mělo možnost získat behaviorální dovednosti, aby zhubli, ale pouze polovina podstoupila navíc k tomu i hypnózu. Na konci devítitýdenního programu se podařilo oběma skupinám pacientů značně zhubnout. Při následném pozorování, které se odehrálo po 8 měsících a 2 letech od konání programu, se ukázalo, že pacienti ve skupině, která podstoupila hypnózu, dále hubli, zatímco váha pacientů ve skupině, která hypnózu nepodstoupila, zůstala nezměněna.
Vědci z Psychologického ústavu Univerzity v Connecticutu provedli v roce 1996 analýzu údajů z řady studií, které testovaly účinnost přidání hypnózy ke kognitivní behaviorální terapii („CBT“) pro hubnutí. Došli k závěru, že lidem, kteří kromě CBT podstoupili hypnózu, se podařilo mnohem více zhubnout než těm, kteří hypnózu nepodstoupili (průměrný úbytek váhy 5,37 kg oproti 2,72 kg). Zjistili také, že ti, kteří používali hypnózu i dále, zhubli až 6,75 kg), zatímco ti, kteří hypnózu již nevyužívali, zhubli jen 2,72 kg.  

### Odvykání kouření
V roce 2007 se vědci ze zdravotního střediska North Shore v Salemu v Massachusetts zaměřili na odvykání kouření. Porovnávali chování u 67 lidí, kteří chtěli přestat kouřit. Rozdělili je do 4 skupin podle metody odvykání kouření: a) hypnoterapie, b) substituční terapie nikotinem, c) substituční terapie nikotinem s hypnoterapií, d) nárazové odvykání kouření. Došli k závěru, že pomocí hypnoterapie je pravděpodobnější přestat kouřit než pomocí jiných metod odvykání kouření. Tato studie ukazuje, že kuřáci, kteří podstoupili hypnoterapii, měli po 6 měsících větší pravděpodobnost přestat kouřit než pacienti používající pouze nikotinovou substituční terapii nebo pacienti, kteří přestali kouřit nárazově.
Vědci z Univerzity v Iowě provedli v roce 1992 statistickou analýzu 633 studií zaměřených na odvykání kouření, kterých se účastnilo celkem 71 806 lidí. Došli k závěru, že hypnóza je nejúčinnější technikou k ukončení kouření. Zjistili, že jedno hypnoterapeutické sezení je třikrát účinnější než nikotinová žvýkačka a pětkrát účinnější než vlastní vůle při odvykání.
Vědci z Univerzitního vědeckého centra v Texasu zase v roce 2004 studovali 21 kuřáků, kteří selhali v předchozích pokusech přestat kouřit. Účastníci absolvovali tři sezení hypnózy a obdrželi nahrávku s hypnózou pro vlastní použití. Na konci programu uvedlo 17 z nich, že se jim podařilo přestat kouřit. Dvanáctiměsíční následné sledování ukázalo, že 10 z nich již kouřit nezačalo.

## Hypnoterapie v Česku
V České republice existují organizace sdružující hypnoterapeuty. Kromě toho jsou k dispozici online adresáře hypnoterapeutů. Dvě organizace mají Etický kodex hypnoterapeuta, který se snaží chránit veřejnost a udržet profesionální standardy. Existuje také Etický kodex pro supervizory v hypnoterapii, který ačkoliv dosud nebyl přijatý, přesto popisuje professionální standardy supervize v hypnoterapii. Byly také stanoveny minimální standardy pro bezpečnou a kompetentní praxi hypnoterapie.
Neexistuje jednotná úroveň školení v hypnoterapii, stejně tak neexistuje spolupráce školitelů s organizacemi, které usilují o professionální standardy. Nicméně, hypnoterapie je odbornou veřejností vnímaná jako komplementární (doplňková) terapeutická metoda, která je součástí psychoterapie, to znamená, že poskytovatel hypnoterapie by měl mít vzdělání v psychoterapii.
V rámci živnostenského podnikání není možné vykonávat povolání hypnoterapeut podle Ministerstva průmyslu a obchodu. Důvodem je, že hypnoterapie je vždy součástí psychoterapeutického procesu, proto je zapotřebí komplexního psychoterapeutického vzdělání. Poté je možné vykonávat vázanou živnost „Psychologické poradenství a diagnostika“ podle zákona č. 455/1991 Sb., o živnostenském podnikání (živnostenský zákon), ve znění pozdějších předpisů.
Existuje však přesvědčení, že je možné, aby hypnoterapie byla poskytována samostatně jako doplněk psychoterapie. V praxi to znamená, že psychoterapeut postoupí klienta hypnoterapeutovi s tím, co je třeba pomocí hypnoterapie dosáhnout. Jakmile je cíle dosaženo, klient se vrací zpět ke svému psychoterapeutovi. Lze říci, že se jedná o pokus vytvořit interdisciplinární spolupráci. Předlohou se stal fungující model ve Spojeném království.
Hypnoterapie není v České republice regulovaná.

## Kódy diagnóz podle MKN, které je možné léčit pomocí hypnoterapie
- F 40 – F 48: NEUROTICKÉ‚ STRESOVÉ A SOMATOFORMNÍ PORUCHY[45]
- F 33: Periodická depresivní porucha
- F 320: Lehká depresivní fáze
- F 321: Středně těžká depresivní fáze
- F 50 – F 59: SYNDROMY PORUCH CHOVÁNÍ‚ SPOJENÉ S FYZIOLOGICKÝMI PORUCHAMI A SOMATICKÝMI FAKTORY
- F 63: Nutkavé a impulzivní poruchy
- F 68: Jiné poruchy osobnosti a chování u dospělých
- F 605: Anankastická porucha osobnosti
- F 606: Anxiózní (vyhýbavá) osobnost
- F 607: Závislá porucha osobnosti
- F 608: Jiné specifické poruchy osobnosti
- F 620: Přetrvávající změny osobnosti po katastrofické zkušenosti
- F 800-1: Specifická porucha artikulace řeči, Expresivní porucha řeči
- F 81: Specifické vývojové poruchy školních dovedností
- F 845: Aspergerův syndrom
- F 900: Porucha aktivity a pozornosti
- F 920: Depresivní porucha chování
- F 928: Jiné smíšené poruchy chování a emocí
- F 931: Fobická anxiózní porucha v dětství
- F 932: Sociální anxiózní porucha v dětství
- F 940: Elektivní mutismus
- F 95: Tiky
- F 985: Koktavost (zadrhávání v řeči)
- F 986: Brebtavost
- K 58: Syndrom dráždivého střeva
- R 52: Bolest nezařazená jinde
- G 43: Migréna
- F 431: Posttraumatická stresová porucha